# 御画日
御画日（ごかくじつ）とは、画日（かくじつ）とも称し、律令制において詔書・宣命発給の際に行われる手続で、天皇が中務省の持つ案文に承認した日付のうちの一文字を書き加えること、またその一文字。天皇の勅裁を得た証とされた。

## 概要
天皇が詔書・宣命を発給する際にその意向を中務省の内記に伝えられ、それに基づいて案文と写しを作成する。
内記から奉られた案文を受け取った天皇は御画日を書き入れて中務卿に賜った。
中務省は御画日の入った案文を保管して写しに中務卿・大輔・少輔が位署とその下にそれぞれ「宣・奉・行」の一文字を書き加えて太政官に送付した。